# NGC 1977
Туманность NGC 1977 (туманность «Бегущий человек»; другое обозначение — OCL 525.1) — голубая отражательная туманность в созвездии Орион, в половине градуса к северо-востоку от туманности Ориона.
Этот объект входит в число перечисленных в оригинальной редакции Нового общего каталога.
Вместе с NGC 1973 и NGC 1975 представляет собой одно и то же газо-пылевое облако, отражающее свет ближайших звёзд и пересечённое тёмными пылевыми облаками.

## Список объектов
HOPS 383
V2504 Ориона
45 Ориона
c Ориона
2MASS J05340359-0438327